# Shire of Wiluna
Shire of Wiluna is een lokaal bestuursgebied (LGA) in de regio Mid West in West-Australië.

## Geschiedenis
Op 29 oktober 1909 werd het Wiluna Road District opgericht. Ten gevolge de Local Government Act van 1960 veranderde het district op 23 juni 1961 van naam en de Shire of Wiluna.

## Beschrijving
Het lokale bestuursgebied beslaat een oppervlakte van 480.000 km². Het ligt in de regio Mid West, 966 kilometer ten noordoosten van de West-Australische hoofdstad Perth. Shire of Wiluna telt 92 kilometer verharde en 1.832 kilometer onverharde weg. De Canning Stock Route en Gunbarrel Highway vangen er aan. De lokale overheid stelt een tiental mensen te werk. De belangrijkste economische activiteiten in het gebied zijn de mijnbouw en het pastoralisme.
Tijdens de volkstelling van 2021 telde Shire of Wiluna 535 inwoners. Iets meer dan 25 % van de bevolking gaf aan een inheemse afkomst te hebben. De hoofdplaats is Wiluna.

## Plaatsen, dorpen en lokaliteiten
- Wiluna